# Mont Heng (Hunan)
Pour les articles homonymes, voir Hengshan.
Le mont Heng (sinogrammes : 衡山; pinyin : héng shān) est une chaîne de montagnes du Hunan en Chine, composée de 72 pics et qui s'étend sur 150 km. C'est l'une des cinq montagnes sacrées de Chine connue aussi sous le nom de montagne du Sud (sinogrammes simplifiés : 南岳; sinogrammes traditionnels : 南嶽; pinyin : nán yuè).

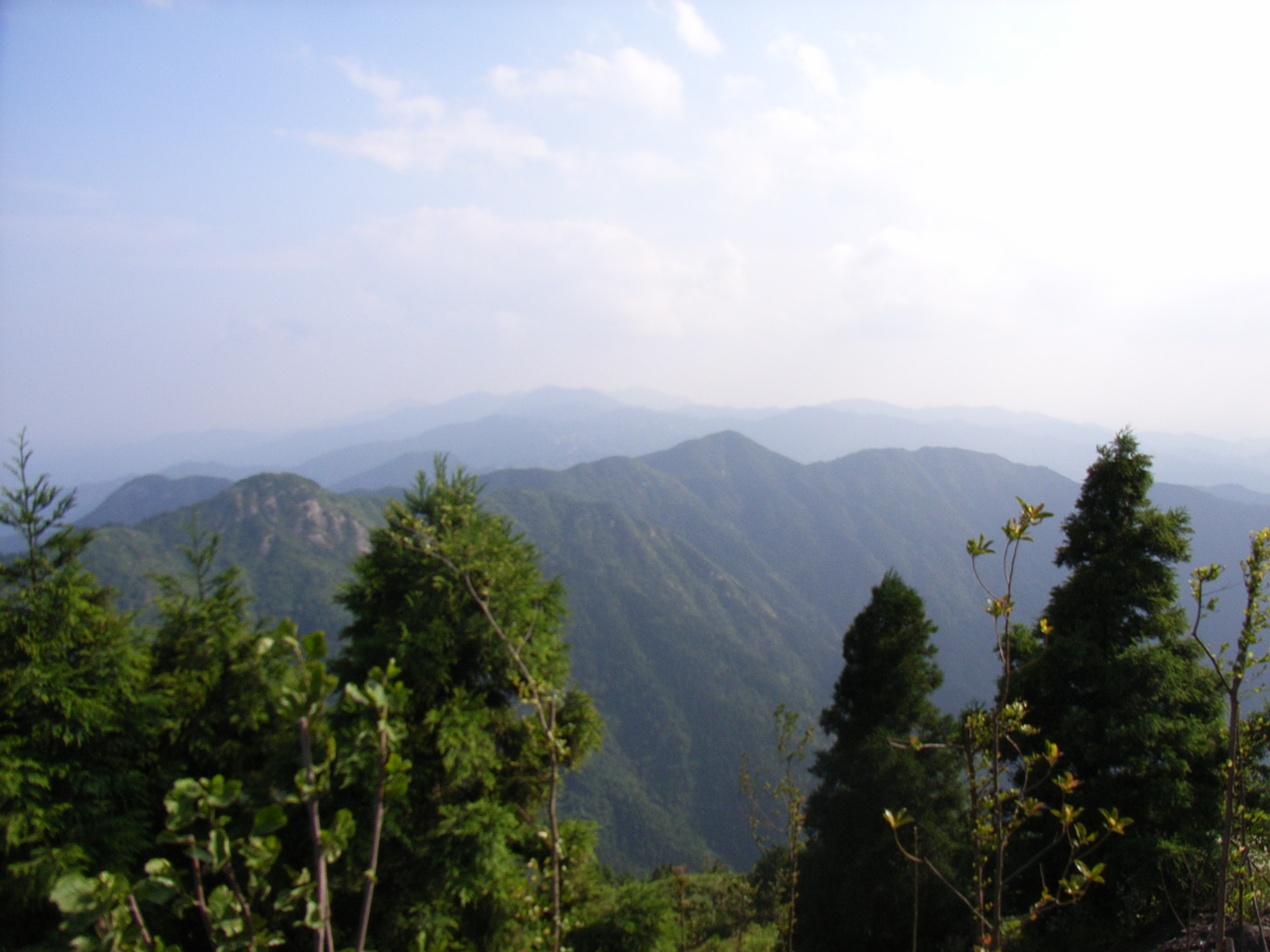
Vue d'une partie de la chaîne du mont Heng

## Parc national du mont Heng
La parc paysager du mont Heng (衡山风景名胜区) a été proclamé parc national le 8 novembre 1982.

## Damiao

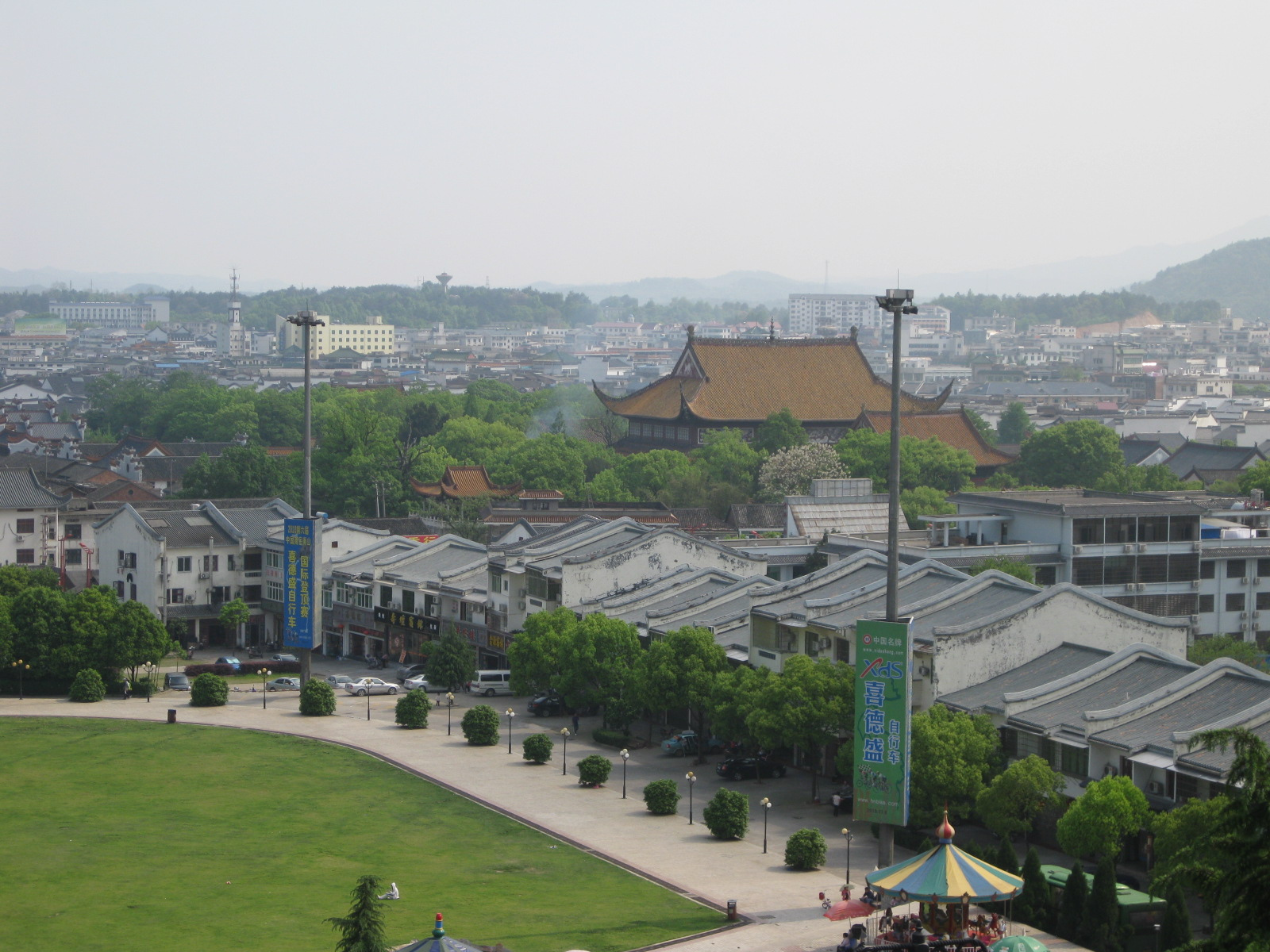
Temple taoïste Damiao à Nanyue

Damiao est un temple taoïste, situé sur le mont Heng. Il est consacré à Lao-Tseu.